# 李保国 (1961年12月)
李保国（1961年—），男，陕西周至人，中国动物学家，西北大学生命科学学院教授，陕西省动物研究所所长。研究方向为灵长类行为生态、哺乳类动物生态、生物多样性保护等。

## 生平
1982年获得陕西师范大学生物系学士学位，1985年获得西北大学生物系动物学硕士学位。曾在京都大学、梅西大学做客座教授。2012年任西北大学生命科学学院院长。2009年至今任陕西省动物研究所所长，2015年至今任中国科学院西安分院副院长。

## 社会兼职
担任《Current Zoology》编委、《动物学报》等杂志编委，中国动物学会等学会、协会理事，《中国西北地区脊椎动物系统检索与分布》、《中国动物学会》等书籍主编。